# Oracle Park
El Oracle Park es un estadio de béisbol localizado en el distrito SoMa de la ciudad de San Francisco, California. Desde el año 2000, ha sido la sede de los San Francisco Giants de las Grandes Ligas de Béisbol. El estadio se encuentra junto a la Bahía de San Francisco; la sección de la bahía más allá del muro del jardín derecho de Oracle Park se conoce extraoficialmente como McCovey Cove, en honor al exjugador de los Gigantes Willie McCovey.
Anteriormente fue conocido como Pacific Bell Park (nombre que algunos siguen usando) y SBC Park. Fue renombrado AT&T Park en 2006, luego de la fusión de SBC Communications con AT&T, el nombre actual del estadio fue adquirido por Oracle Corporation en 2019.
En este estadio Barry Bonds hizo historia en 2001 al conectar su cuadrangular 73, imponiendo así el récord de más cuadrangulares en una temporada, y el 7 de agosto de 2007 con el 756 de por vida, para superar a Hank Aaron como líder de todos los tiempos en las Grandes Ligas. También fue escenario de Juego de Estrellas del año 2007.
Desde 2002 hasta 2013, el AT&T Park fue sede del Fight Hunger Bowl, un partido de fútbol americano universitario entre equipos de la Pac-12 y la ACC.
Oracle Park se usó como escenario para partidos amistosos de fútbol. Las porterías fueron colocadas en las zonas de campo izquierdo y la primera base.

## Historia
Originalmente diseñado para ser un estadio con capacidad para 42.000 personas, hubo ligeras modificaciones antes de completar el diseño final. Cuando el estadio de béisbol fue llevado a las urnas en el otoño de 1996 para la aprobación de los votantes, el estadio estaba 15° en el sentido de las agujas del reloj con respecto a su posición actual. El marcador del jardín central estaba encima de la pared del jardín derecho, y el edificio del Pabellón de los Gigantes estaba en dos edificios separados.  Las obras del estadio comenzaron el 11 de diciembre de 1997 en la zona costera industrial de San Francisco conocida como China Basin, en los prometedores barrios de South Beach y Mission Bay . La construcción del estadio costó 357 millones de dólares y sustituyó al antiguo estadio de los Giants, el Candlestick Park, un estadio de usos múltiples en el sureste de San Francisco que también fue sede de los San Francisco 49ers de la NFL hasta 2014, cuando se mudaron al Levi's Stadium en Santa Clara. Un equipo de ingenieros de UC Davis fue consultado en el proceso de diseño del parque, lo que dio como resultado niveles de viento que son aproximadamente la mitad de los de Candlestick.  Pero, debido a la ubicación de Oracle Park en la Bahía de San Francisco, la niebla fría y las temperaturas en los meses de verano todavía no son inusuales en los partidos de los Giants, a pesar de la reducción de los niveles de viento.
Cuando se inauguró el 31 de marzo de 2000, fue el primer estadio de la MLB construido sin fondos públicos desde la finalización del Dodger Stadium en 1962.  Sin embargo, los Gigantes recibieron 10 millones de dólares en reducción de impuestos de la ciudad y 80 millones de dólares para mejoras en la infraestructura local (incluida una conexión al Metro Muni). Los Gigantes tienen un contrato de arrendamiento de 66 años sobre el solar del estadio de béisbol, de 12,5 acres (50 585,8 m²), pagando 1.2 millones de dólares de alquiler anual a la Comisión del Puerto de San Francisco.  El parque abrió sus puertas con una capacidad para 40 800 asientos, pero esta capacidad ha aumentado con el tiempo a medida que se han ido añadiendo asientos. En abril de 2010, se convirtió en el primer estadio de béisbol de la MLB en recibir la Certificación LEED Plata para Edificios Existentes, Operaciones y Mantenimiento.  Después de la temporada 2019, la organización comenzó el proceso de reubicar los bullpens desde las líneas de falta de la primera y tercera base a detrás de los muros de los jardines en el centro y el jardín central derecho. La motivación fue doble: abordar los problemas de seguridad de los jugadores, que habían surgido con el paso de los años al tener los montículos del bullpen en el campo de juego; y alterar levemente las dimensiones del parque para quizás aumentar, aunque sea levemente, el potencial de jonrones en ciertas áreas del campo exterior,  más notablemente en el jardín central derecho, conocido cariñosamente como Triples Alley (una característica de diseño que pretendía ser un homenaje a la profundidad del jardín central de la antigua casa de los Giants en Nueva York, The Polo Grounds). Antes de estas modificaciones, varios jugadores, tanto locales como visitantes, habían experimentado diversos niveles de lesiones al tropezar en los montículos del bullpen mientras perseguían bolas de falta. Lo más notable es que el ex prospecto de campo de los Giants, Mac Williamson, sufrió una conmoción cerebral durante una jugada que alteró significativamente su temporada. 

### Renovaciones de 2020
Los Gigantes renovaron la sección del jardín central del Oracle Park entre octubre de 2019 y junio de 2020. Los bullpens fueron trasladados desde la zona de foul al jardín central, por lo que los Gigantes decidieron hacer su jardín más pequeño para poder colocar los bullpens detrás del muro del jardín central. Con esta renovación las dimensiones del parque se han reducido ligeramente. La distancia entre el jardín central izquierdo y el jardín central derecho (conocido como Triples Alley) se redujo de 421 pies a 415 pies (para representar el código de área de San Francisco), y la distancia entre el jardín central muerto y el jardín central muerto se redujo de 399 pies a 391 pies, convirtiéndose en la segunda distancia más corta entre el jardín central muerto y el jardín central muerto en MLB, solo detrás de Fenway Park en Boston. Con esta remodelación se tuvieron que retirar aproximadamente 650 asientos de las gradas, para poder construir las dos terrazas donde los aficionados pudieran ver de cerca el calentamiento de los relevistas. El muro del jardín central se acortó de ocho pies a siete pies, pero después de la primera exhibición de los Giants de la temporada 2020, la parte del muro del jardín central (que cubre el jardín) se elevó de siete pies a diez pies para mejorar la visibilidad del bateador.
A pesar de tener el apodo único de ser el campo menos favorable para los jonrones durante varias temporadas antes de las renovaciones, se cree que estas renovaciones se hicieron para aumentar la producción de jonrones de los Gigantes. La MLB ha visto un aumento en la producción de jonrones en los últimos años, y los Giants se ubicaron consistentemente entre los últimos puestos en esta categoría, en gran parte debido a la extrema ventaja que ofrece Oracle Park a los lanzadores. Esto afectó la producción de carreras de los jugadores de los Gigantes y también desanimó a los bateadores poderosos a querer jugar para los Gigantes. De 2017 a 2019, una de las críticas comunes a los Gigantes fue su falta de producción ofensiva y su falta de voluntad para adaptarse a una ofensiva basada en jonrones. Sin embargo, los Gigantes mejoraron significativamente en 2020, el primer año en que se trasladaron las dimensiones. Las cosas tendrían una tendencia a mejorar con una temporada de recuperación masiva en 2021; varios Gigantes como Brandon Belt y Mike Yastrzemski impulsaron la ofensiva con más jonrones, especialmente con una línea de triples acortada (que era famosa por convertir lo que sería un HR largo en varios estadios en elevados profundos de más de 420 pies, matando varias oportunidades prometedoras de anotar de San Francisco en el pasado). Oracle Park aún se ubica entre los últimos en la categoría de jonrones, pero esta designación ya no es tan consistente.
Durante la temporada baja 2023-24, los Giants instalaron una nueva tecnología de iluminación LED programable que brinda capacidades de espectro de color completo y efectos de iluminación de movimiento para los jonrones, las victorias y otras ocasiones especiales de los Giants. Oracle Park se convirtió en el primer estadio de béisbol de la MLB en tener focos, en forma de 12 luces móviles avanzadas. También se realizaron mejoras en los altavoces con la incorporación de subwoofers, lo que permite una experiencia de audio más envolvente.

### Rusty, la botella de Coca-Cola y el guante
Cuando el parque abrió en 2000, en el muro del jardín derecho se encontraba Rusty el Hombre Mecánico, un jugador de béisbol robótico bidimensional que medía 14 pies (4,3 m) alto y pesado 5 1⁄2 toneladas. La empresa Technifex, con sede en Santa Clarita, diseñó, fabricó y programó a Rusty para que apareciera después de las jugadas importantes durante los juegos como un juguete de hojalata gigante completamente animado de la década de 1920. Después de que surgieron problemas técnicos con Rusty, lo retiraron de la pared, aunque el recinto que lo albergaba permaneció durante años. En 2008, el recinto fue eliminado para dar paso a palcos de lujo.
Detrás de las gradas del jardín izquierdo se encuentra "The Coca-Cola Fan Lot". El estadio cuenta con un campo de béisbol 80 pies (24,4 m) Una botella larga de Coca-Cola con toboganes de juegos que se iluminan con cada jonrón de los Gigantes y una versión en miniatura del estadio. Las burbujas originalmente acompañaban a la botella, pero nunca funcionaron como se esperaba y fueron eliminadas. Directamente a la derecha de la botella desde el home hay otra representación de gran tamaño de un incondicional del estadio, el "Guante de béisbol gigante de cuatro dedos de 1927", este en particular está hecho de acero y fibra de vidrio, que está detrás del 501 pies (152,7 m) signo. Detrás y más a la izquierda se encuentra "The Little Giants Park", un campo de béisbol en miniatura.
A la derecha de la escultura del guante hay una gran plaza donde se celebrarán funciones y fiestas durante los juegos. También es el sitio de "Orlando's", el puesto de concesiones del gran jugador de los Gigantes Orlando Cepeda . En el jardín central derecho se encuentra un tranvía retirado de San Francisco numerado con el número 44 (tranvía retirado n.° 4, anteriormente n.° 504) en honor al gran jugador de los Gigantes, Willie McCovey . Originalmente, el teleférico tenía una etiqueta que decía "No se permiten fanáticos de los Dodgers", así como un extremo del tranvía numerado 24 en honor a Willie Mays y el otro extremo numerado 44 en honor a Willie McCovey. La sirena de niebla, una característica introducida en Candlestick Park por el actual grupo propietario de los Giants, fue transferida a Oracle y colgada debajo del marcador. Explota cuando un jugador de los Gigantes pega un jonrón o al final de una victoria de los Gigantes.